# Katedra Świętej Zofii w Żytomierzu
Katedra Świętej Zofii (ukr. Катедральний собор св. Софії) – rzymskokatolicka katedra diecezji kijowsko-żytomierskiej w Żytomierzu na Ukrainie.

## Historia
Świątynia została wybudowana w latach 1746–1748 z fundacji biskupa Samuela Jana Ożgi.
Po pożarze w 1768 świątynia została przebudowana na trójnawową w stylu klasycystycznym pod nadzorem biskupa łucko-żytomierskiego Kacpra Kazimierza Cieciszowskiego. Świątynia jest obecnie budowlą eklektyczną z zachowanym barokowym wnętrzem.
W czasach sowieckich była zamknięta dla wiernych, przez kilka lat, kiedy księży zabierano do aresztu i zsyłano do łagrów. W tym czasie wierni gromadzili się na nabożeństwach. To bohaterska postawa, modlitwa, głęboka wiara sprawiły, że katedra ocalała, a księża (Jankowski, Szczypta) wracali do wiernych. W latach 50. i do lat 90. liczne zgromadzenie wiernych, na niedzielnej mszy, zajmowało cały płac przed świątynią, i to zaledwie kilkaset metrów od gmachu wojewódzkiego komitetu rządzącej partii komunistycznej. Oprawcy reżimu komunistycznego nie potrafili pokonać wiary. W katedrze odbywały się msze, nabożeństwa, katechizacja, chrzest, udzielano ślubów. Na święta na mszę byli zapraszani wierni innych wyznań: kościołów prawosławnych i protestanckich. Według tradycji jeden z zaproszonych dostojników – wygłaszał kazanie nawołując do pojednania.
Od 1991 katedra przywróconej i poszerzonej diecezji.